# Harmen Koopmans

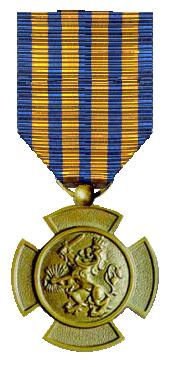
Bronzen Leeuw

Harmen Koopmans (Groningen, 8 oktober 1920 – Woeste Hoeve, Apeldoorn, 8 maart 1945) was een Nederlandse verzetsstrijder tijdens de Tweede Wereldoorlog. Harm Koopmans werd samen met de agent Gerhardes Laurentius Ensink (1921-1996) in de nacht van 6 op 7 oktober 1944 in de omgeving van Dokkum, boven Friesland geparachuteerd. Hij maakte deel uit van de Zendgroep “Vuurtoren”, een zendgroep die was samengesteld uit radiotelegrafisten van het Bureau Inlichtingen (BI). Hij verzorgde als radiotelegrafist het radiocontact tussen de Groep Packard en het BI in Eindhoven. Hij werd op 10 november 1944 door de Sicherheitsdienst (SD) gearresteerd. Op 8 maart 1945 werd hij bij de “Woeste Hoeve” op de weg naar Apeldoorn door de SD terechtgesteld.

## Engelandvaarder
Voordat Koopmans met een coaster vanuit Delfzijl naar Zweden uitweek was hij stuurman op de grote vaart. In Zweden werd hij geselecteerd om te worden opgeleid tot agent bij het Bureau Inlichtingen (BI). In Londen volgende hij de opleiding tot agent bij het BI. Het BI werkte nauw samen met de Engelse Secret Intelligence Service (SIS). Na zijn opleiding tot radiotelegrafist was hij gereed om boven bezet Nederland te worden geparachuteerd.

## Opdracht
Koopmans had de opdracht om samen met de radiotelegrafisten van de zendgroep “Vuurtoren” het radiocontact te verzorgen tussen de Groep Packard en het BI in Eindhoven. De zendgroep droeg dezelfde codenaam als Karel August Mans (1913-1981), de leider en de organisator van de zendgroep. 

## Plaats van tewerkstelling
Na hun parachutering in de nacht van 6 op 7 oktober 1944 werden de agenten Koopmans en Ensink door Karel Mans in Dokkum opgevangen. Ensink kreeg een onderduik- en seinadres in Friesland. Koopmans werd voor een onderduik- en seinadres door Mans naar de stad Groningen overgebracht. Bij het transport van het materiaal ging Mans zeer roekeloos te werk. Zo fietste Mans van Friesland naar Groningen met een beschadigde Radio-Telefonie (RT) set van Koopmans in zijn fietstassen. Alsof het niet genoeg was had hij de codeboeken op zijn bagagedrager gebonden. Het had er alles van weg dat hij een arrestatie uit wilde lokken. Gelukkig werd Mans niet aangehouden. Nadat Koopmans een goed seinadres had gevonden ging hij het radiocontact verzorgen tussen de Groep Packard en het BI in Eindhoven. Hij verzond de berichten die hem door de medewerkers van “Packard” en andere verzetsorganisatie werden aangeboden. Tijdens zijn radiocontacten met het BI maakte Koopmans gebruik van de codenamen; Broodtrommel en Burstow. Tijdens zijn contacten in “het veld” gebruikte hij de schuilnamen; B.Bekker en Jacobus de Lange. 

## Arrestatie
Op 10 november 1944 werd Karel Mans in de stad Groningen door de SD gearresteerd. Tijdens het verhoor werd hij zwaar gefolterd. Hij was niet tegen de gebruikte verhoormethode bestand. Hij sloeg door. Na de arrestatie van Mans was de SD in de gelegenheid om de gehele Zendgroep “Vuurtoren” op te rollen. Er werden zenders uitgepeild. Op diverse plaatsen werden huiszoekingen verricht. Er werden mensen gearresteerd en een enkeling werd ter plaatse dood geschoten. De agent Koopmans werd op 10 november 1944 door de SD gearresteerd. Hij werd op 8 maart 1945 bij de “Woeste Hoeve” op de weg naar Apeldoorn samen met nog honderdenzestien verzetsstrijders terechtgesteld. Toen in Friesland het bericht bekend werd dat Karel Mans had doorgeslagen werd Ensink door leden van Friese Knokploegen (KP) achterna gezeten. Men ging ervan uit dat Ensink met Mans had samengespannen en dat Ensink medeplichtig was. Ensink beëindigde zijn opdracht en hij dook onder. Na de bevrijding van Nederland meldde hij zich bij het BI in Eindhoven terug.

## Onderscheidingen
- De Bronzen Leeuw, KB nr.8 van 30 augustus 1948 (postuum toegekend).